# Deutsche Feldhandball-Meisterschaft 1957
Die Deutsche Feldhandball-Meisterschaft 1957 wurde in einem Endrundenturnier zwischen dem 2. Juni und dem 30. Juni 1957 ausgespielt. Das Turnier war die achte vom DHB ausgerichtete Meisterschaftsrunde im Feldhandball der Männer. Das Endspiel fand am 30. Juni 1957 vor 12.000 Zuschauern im Karlsruher Wildparkstadion statt.
Neuer Deutscher Meister wurde TC Frisch Auf Göppingen, dem Finalgegner SG Leutershausen blieb wie im Vorjahr gegen SV Bayer 04 Leverkusen nur der zweite Platz. Frisch Auf siegte im Endspiel mit 11:9 und holte den zweiten Feldhandball-Meistertitel der Vereinsgeschichte, den Göppingern gelang damit auch die erfolgreiche Revanche für die Niederlage gegen denselben Gegner im Endspiel um die Süddeutsche Meisterschaft einen Monat zuvor.

## Modus
16 Mannschaften traten in einem Ausscheidungsturnier im K.-o.-System mit Vorrunde (Achtelfinale), Zwischenrunde (Viertelfinale) und Halbfinale gegeneinander an, die Sieger des Halbfinales bestritten das Endspiel; Platzierungsspiele wurden nicht durchgeführt.
Die folgenden 15 Mannschaften hatten sich über die jeweiligen Regionalmeisterschaften direkt für die Vorrunde des Turniers qualifiziert:
Norddeutsche Meisterschaft:
1. THW Kiel (Deutscher Meister (Halle) 1957)
2. SV Polizei Hamburg

Polizei SV Kiel
VfL Wolfsburg
Westdeutsche Meisterschaft:
1. SV Bayer 04 Leverkusen (Titelverteidiger)
2. VfL Gummersbach
3. RSV Mülheim
4. TuS Lintfort

Südwestdeutsche Meisterschaft:
1. SG Dietzenbach
2. Kickers Offenbach

Süddeutsche Meisterschaft:
1. SG Leutershausen
2. TC Frisch Auf Göppingen

TSV Zuffenhausen 1899
TSV 1860 Ansbach
Berliner Landes-/Regionalmeisterschaft:
1. Polizei SV Berlin

Dazu kam als 16. Mannschaft der Berliner SV 1892, Vizemeister des Berliner Handballverbands, der den dritten der Südwestdeutschen Meisterschaft, die SV Harleshausen, in einem Qualifikationsspiel im Mai 1957 mit 11:10 geschlagen hatte.
Die Spieldauer betrug 2 × 30 Minuten, bei Gleichstand nach regulärer Spielzeit wurde eine Verlängerung von 2 × 10 Minuten durchgeführt; im Vorrundenduell der beiden Altmeister SV Polizei Hamburg und RSV Mülheim führte erst eine zweite Verlängerung über nochmals 2 × 10 Minuten zur Entscheidung nach insgesamt 100 Minuten Spieldauer.

## Turnierverlauf
In der Vorrunde setzten sich zwar die favorisierten Mannschaften durch, dabei wurde aber die Hälfte der Begegnungen erst in der Verlängerung entschieden. So kamen die norddeutschen Spitzenmannschaften aus Kiel (TV Hassee-Winterbek) und Hamburg (SV Polizei), die zusammen fünf der bisherigen sieben Meisterschaften des DHB gewonnen, dabei dreimal das Endspiel unter sich ausgemacht hatten, nur mühsam in die nächste Runde. Der Berichterstatter des Hamburger Abendblatts hielt für das Spiel der Hamburger gegen Mülheim fest, dass der Polizeiverein nicht mehr über die frühere spielerische Leichtigkeit verfüge, und er kritisierte die unflexible taktische Ausrichtung des Hamburger Spiels auf die Wurfgewalt Maychrzaks.
Schien nach der Zwischenrunde eine Renaissance der Erfolgsgeschichte des norddeutschen Handballs noch denkbar, so zeigte das Halbfinale die neuen Realitäten deutlich. Der Zweite der Süddeutschen Meisterschaft, Frisch Auf Göppingen, gewann letztlich souverän in Hamburg, auch wenn es nach einer schnellen 3:6-Führung der Göppinger und einem Hamburger Zwischenspurt zur Halbzeit plötzlich 9:6 für den Polizeiverein hieß. Auch in der zweiten Hälfte konnten die Hamburger dem „Sturmwirbel“ der Kempa-Buben noch eine Weile standhalten – bis zum 12:11. Von da an spielte nur noch Göppingen auf, überragend dirigiert von Bernhard Kempa in der Rolle des Spielertrainers – Endstand 12:17. Die bis zu diesem Zeitpunkt eindrucksvoll auftretenden Wolfsburger, die u. a. den Titelverteidiger aus Leverkusen besiegt hatten, unterlagen im anderen Halbfinale beim Süddeutschen Meister aus Leutershausen.
Damit war das Endspiel erstmals zur rein süddeutschen Angelegenheit geworden. Und es war die Neuauflage des Finales der Süddeutschen Meisterschaft, das Leutershausen am 26. Mai 1957 in der Verlängerung (14:11, 8:8) gewonnen hatte, nachdem Göppingen zur Halbzeit damals bereits mit 8:4 geführt hatte. Diesmal hatte Göppingen auch deshalb das bessere Ende in der Verlängerung für sich, weil Bernhard Kempa sich wie im Halbfinale auch für das Finale der Meisterschaft wieder selbst reaktivierte, nachdem er eigentlich nach der Vizemeisterschaft der Göppinger in der Halle im Frühjahr 57 schon seinen Rücktritt als aktiver Handballer verkündet hatte. In der „Hitzeschlacht“ im Karlsruher Stadion machte die bessere Kondition der Göppinger, aber auch die Routine, der Spielwitz und die Spielübersicht des Weltklassehandballers den Unterschied aus.

### Vorrunde
2. Juni
TC Frisch Auf Göppingen – TuS Lintfort: 11:4
SG Leutershausen – Polizei SV Kiel: 12:9
Polizei SV Berlin – VfL Wolfsburg: 12:18
SV Bayer 04 Leverkusen – Kickers Offenbach: 13:11
THW Kiel – Berliner SV 1892: 15:14 (nach Verlängerung)
SG Dietzenbach – TSV Ansbach 1860: 13:10 (n. V.)
VfL Gummersbach – TSV Zuffenhausen 1899: 15:13 (n. V.)
SV Polizei Hamburg – RSV Mülheim: 18:16 (nach doppelter Verlängerung: 5:4, 8:8, 11:11)

### Zwischenrunde
9. Juni
TC Frisch Auf Göppingen – THW Kiel: 15:9 (Halbzeit: 6:3)
SG Dietzenbach – SG Leutershausen: 5:7 (2:4)
VfL Wolfsburg – SV Bayer 04 Leverkusen: 14:9 (7:4)
VfL Gummersbach – SV Polizei Hamburg: 12:15 (4:7)

### Halbfinale
16./17. Juni
SV Polizei Hamburg – TC Frisch Auf Göppingen: 12:17 (9:6) – 17. Juni
SG Leutershausen – VfL Wolfsburg: 15:14 (9:6) – 16. Juni

### Endspiel
30. Juni
TC Frisch Auf Göppingen – SG Leutershausen: 11:9 (nach Verlängerung; 8:8, 4:5)